# Žitenice
Žitenice (en allemand : Schüttenitz) est une commune du district de Litoměřice, dans la région d'Ústí nad Labem, en Tchéquie. Sa population s'élevait à 1 598 habitants en 2021.

## Géographie
Žitenice est situé sur les hauts plateaux de Bohême centrale et dominé par le mont Křížová (590 m).
Le village de Žitenice se trouve à 3 km au nord-est de Litoměřice, à 14 km au sud-est d'Ústí nad Labem et à 58 km au nord-nord-ouest de Prague.

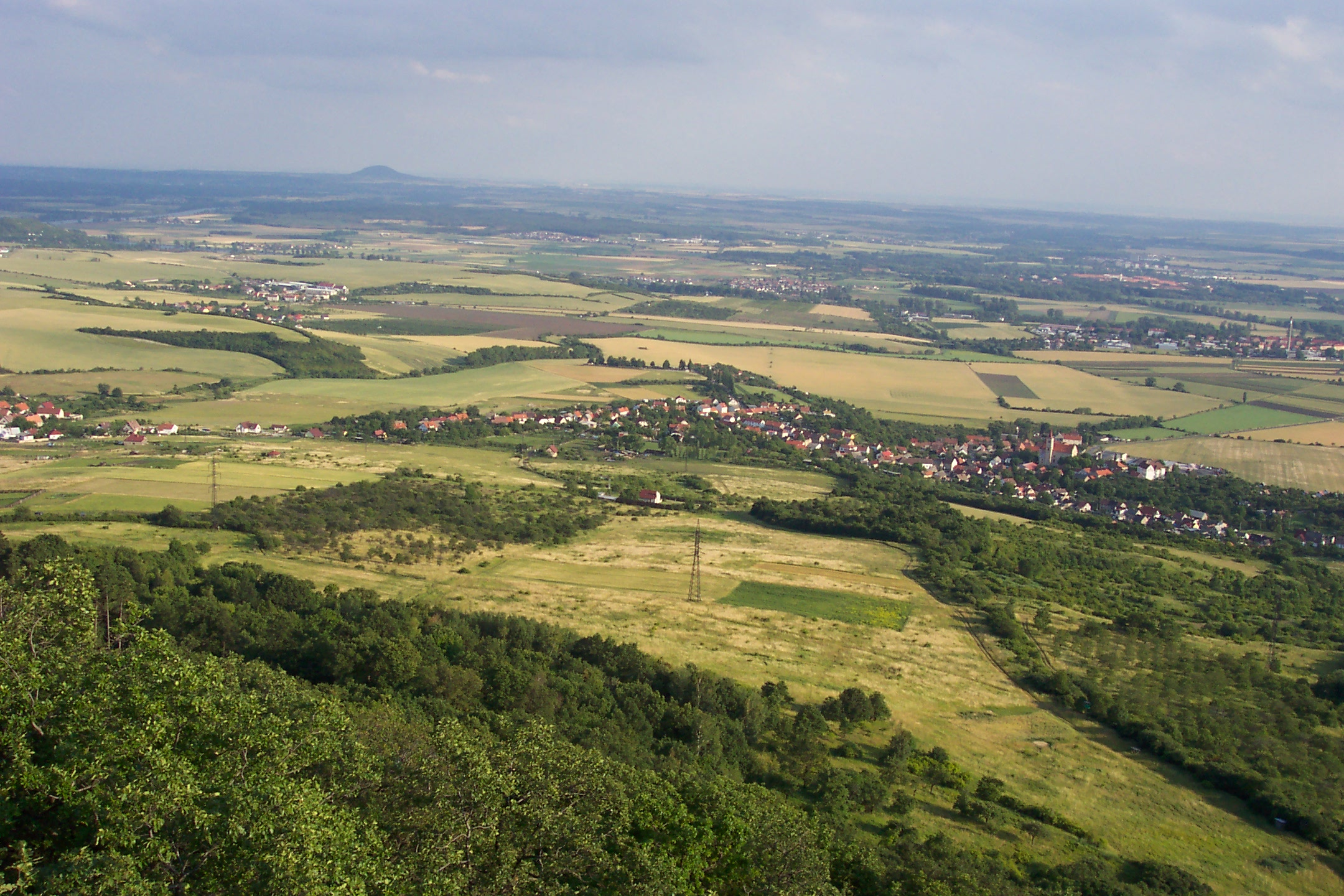
Žitenice vu depuis le Dlouhý vrch.
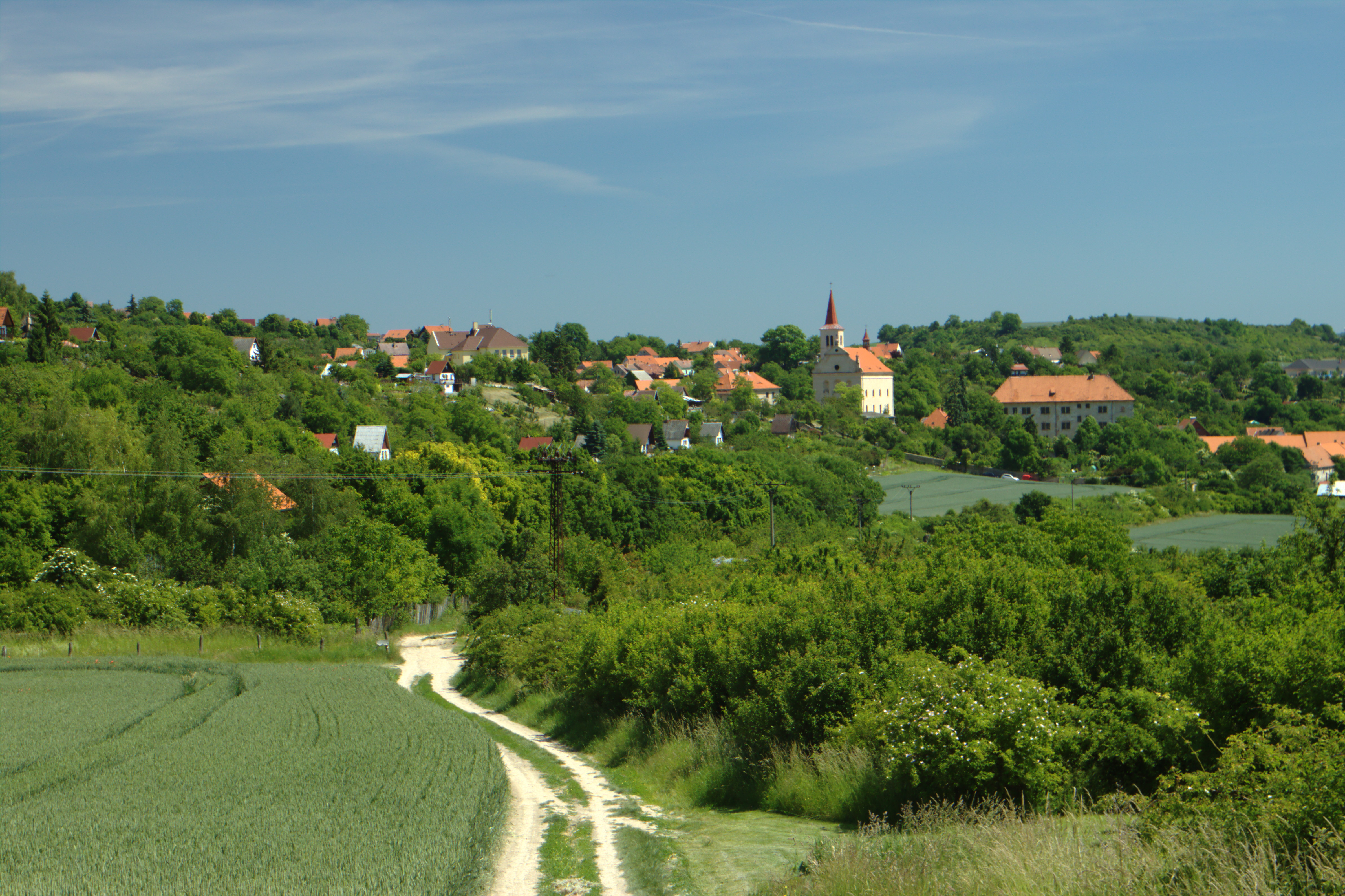
Panorama de Žitenice.

Židovice est limitée par Tašov et Malečov au nord, par Staňkovice, Chudoslavice et Ploskovice à l'est, par Trnovany, par Litoměřice au sud et au sud-est, par Hlinná et Malečov à l'est.

## Histoire
La première mention écrite du village date de 1057.

## Administration
La commune se compose de trois quartiers :
- Pohořany
- Skalice
- Žitenice

## Galerie

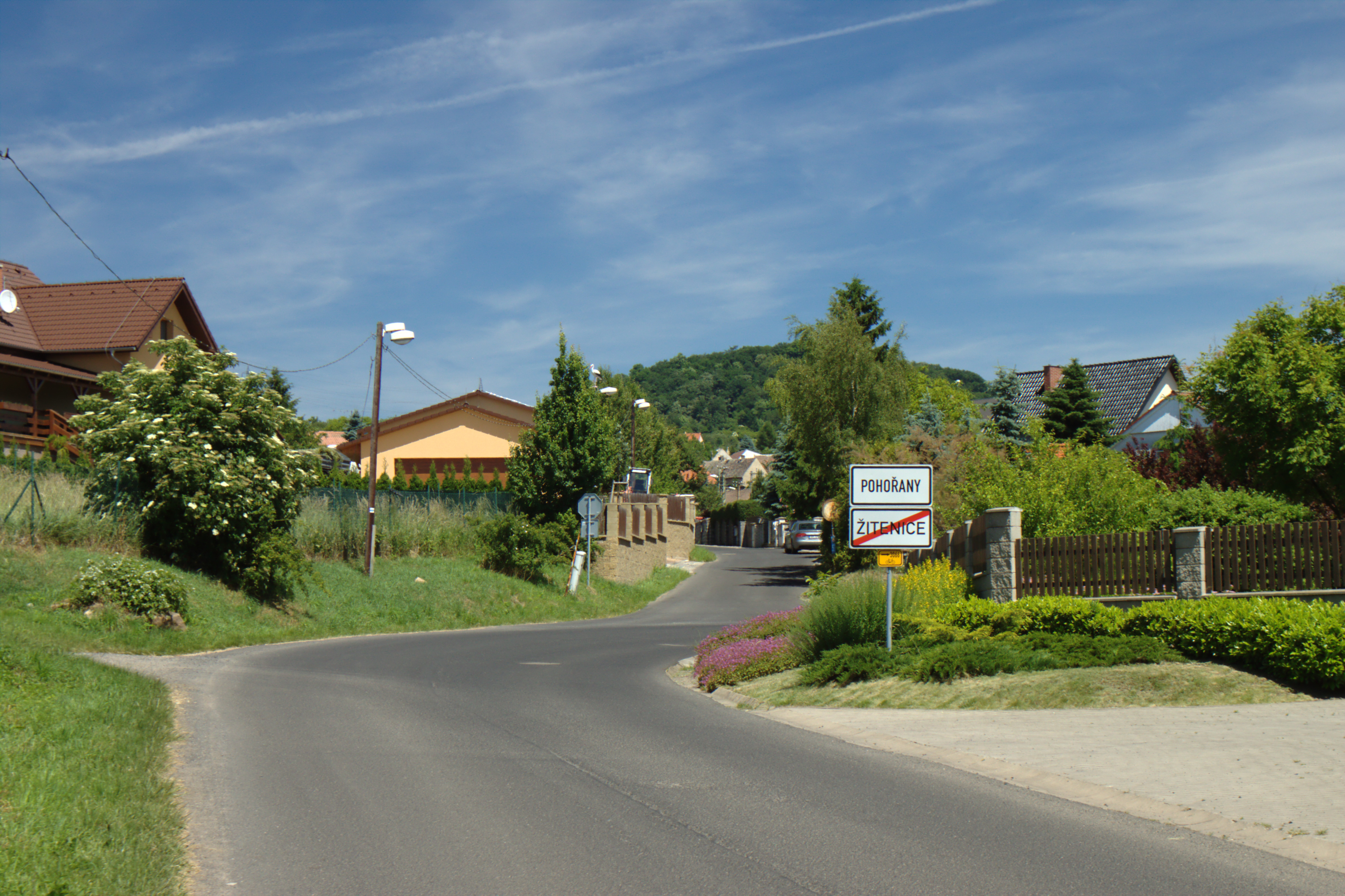
Žitenice : le hameau de Pohořany.
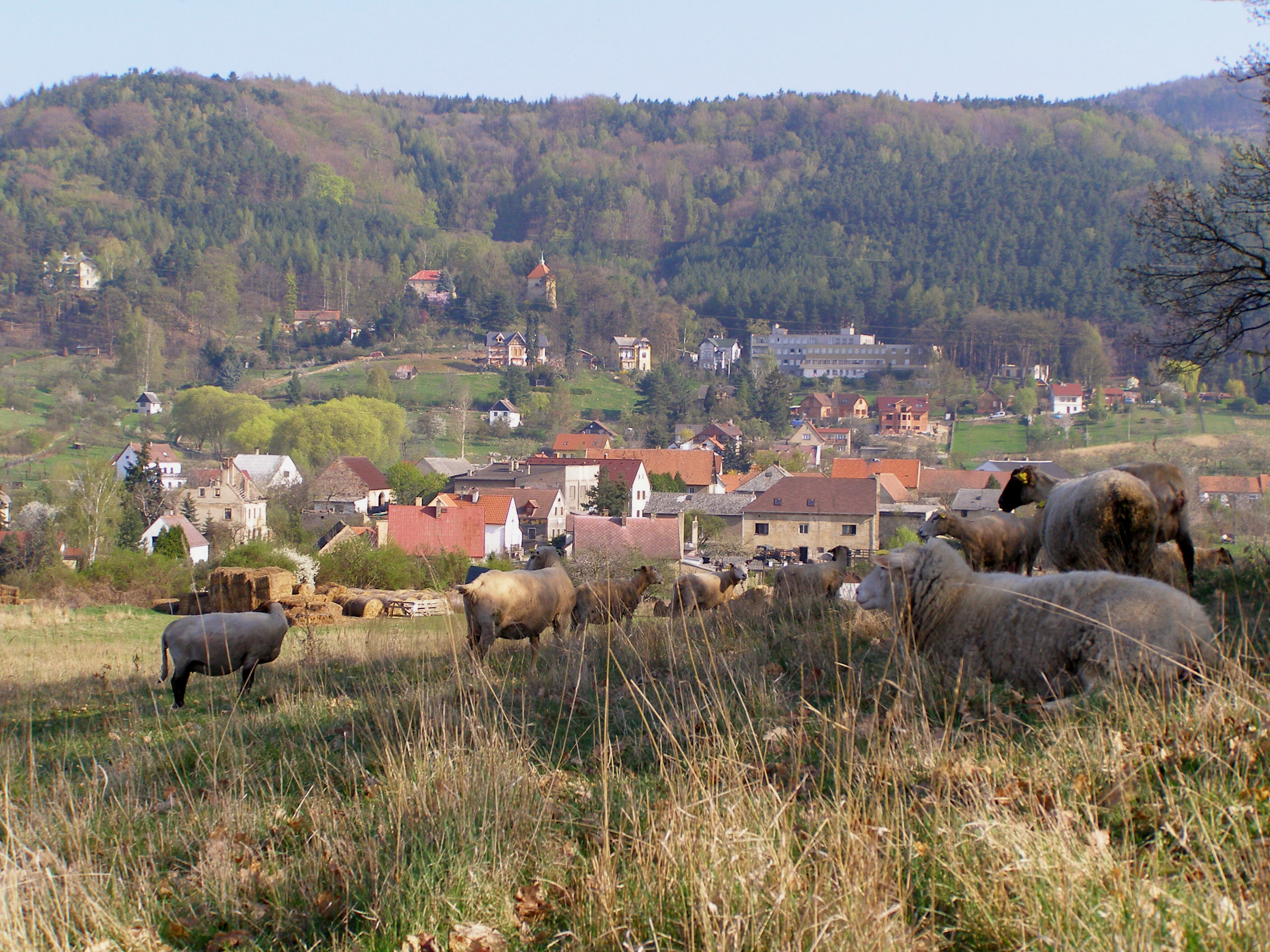
Žitenice : le hameau de Skalice.

## Transports
Par la route, Židovice se trouve à 3 km du centre de Litoměřice, à 22 km d'Ústí nad Labem  et à 72 km de Prague.